# ناحیه دوامین
دوامین (به لاتین: Doumen District) یک سکونتگاه مسکونی در جمهوری خلق چین است که در جوهای واقع شده‌است.